# 林育賢
林育賢（1974年—），台灣電影導演。

## 生平
林育賢1974年出生於台灣宜蘭縣，畢業於文化大學戲劇系影劇組。在2005年以《翻滾吧！男孩》紀錄長片獲得台灣第42屆金馬電影最佳紀錄片獎，是一名導演、編劇、製作人。
歷年作品有1998年個人首部短片《青澀之翼》。2002年秘密記錄短片《鴉之王道》該片入圍亞洲電視紀錄片短片展、金馬影展國際數位短片獎。 個人首部紀錄片長片《翻滾吧！男孩》在2005年共獲得了台灣金馬獎最佳紀錄片、中國金雞百花觀摩影片、香港亞洲獨立電影節觀摩影片、韓國釜山影展觀摩影片、日本福岡影展觀摩影片、台北電影節評審團特別獎與觀眾票選獎等榮譽和獎項，更在2006年全球37國、251件作品參賽的台灣國際兒童電視影展(TICTFF)中，入圍了「台灣獎」和「國際紀錄片獎」。2007年首部劇情長片《六號出口》上映。2009年微電影《雨過天晴》該片獲得橫店影視節獎最佳微電影獎。2011年自編自導勵志電影《翻滾吧！阿信》，該片入圍第48屆台灣電影金馬獎最佳原著獎。103年擔任20部音樂電影《一首春上月》的製作人。2016年拍攝愛情電影《謊言西西里》。2018年7月1日喜劇電影《跳舞吧！大象》開播。

## 作品

### 執導電影
- 2005年《翻滾吧！男孩》
- 2007年《六號出口》
- 2008年《對不起，我愛你》
- 2009年《雨過天晴》
- 2009年《六局下半》
- 2011年《翻滾吧！阿信》
- 2012年《給未來的信》
- 2016年《謊言西西里》
- 2017年《翻滾吧！男人》
- 2019年《跳舞吧！大象》

### 電影演出
- 2013年《親愛的奶奶》客串

### 書籍
- 《翻滾吧！男人，還有喵導》（有鹿文化，2017/10，ISBN 9789869510837）

## 外部連結
- Ahmeow Lin的Facebook專頁
- 林育賢(喵導)的Facebook專頁
- 林育賢_喵導的新浪微博
- 林育賢（喵導）的Instagram帳戶
- 林育賢。喵導的X（前Twitter）
- 林育賢在互联网电影资料库（IMDb）上的資料（英文）
- 在AllMovie上林育賢的頁面（英文）
- 在AllMovie上林育賢的頁面（英文）
- 林育賢在香港影庫上的簡介
- 林育賢在豆瓣上的资料（简体中文）
- 林育賢在时光网上的簡介（简体中文）